# Project Management Institute
O Project Management Institute (PMI) é uma instituição internacional sem fins lucrativos que associa profissionais de gestão de projetos. No início de 2011 já era considerada a maior associação do gênero no mundo, uma vez que conta com mais de 650.000 associados – em mais de 185 países. O escritório central localiza-se em Newtown Square, na periferia da cidade da Filadélfia, em Pensilvânia (Estados Unidos).
Seus principais objetivos são:
- formular boas práticas profissionais de gestão de projetos;
- gerar conhecimento por intermédio da investigação;
- promover a gestão de projetos como profissão através de seus programas de certificação.

## História
O PMI foi fundado em 1969 por cinco voluntários. Seu primeiro seminário se realizou em Atlanta (Estados Unidos), do qual participaram mais de oitenta pessoas. Na década de 70 se realizou o primeiro capítulo, o que permitiu realizar fora dos Estados Unidos o primeiro seminário. No término de 1970, quase 2.000 membros formavam parte da organização. Na década de 80 se realizou a primeira avaliação para a certificação como profissional em gestão de projetos (PMP por sua sigla em inglês); além disto, se implantou um código de ética para a profissão. No começo dos anos 90 foi publicada a primeira edição do Guia do PMBOK (Project Management Body of Knowledge), o qual se converteu no pilar básico para a gestão e direção de projetos. Já no ano 2000, o PMI era integrado por mais de 40.000 pessoas na qualidade de membros ativos, 10.000 PMP certificados e quase 300.000 cópias vendidas do PMBOK.
Desde então, o PMI cresceu e tornou-se o maior defensor mundial da profissão de gerenciamento de projetos. O PMI conta com mais de 650.000 associados – em mais de 185 países. Todos os principais setores estão representados, inclusive tecnologia da informação, defesa e aeroespacial, serviços financeiros, telecomunicações, engenharia e construção, agências governamentais, seguro, saúde, logistíca e muitos outros.
A meta principal do PMI é avançar na prática, na ciência e na profissão de gerenciamento de projetos em todo o mundo, de uma maneira consciente e pró-ativa, para que as organizações em todos os lugares apóiem, valorizem e utilizem o gerenciamento de projetos – e então atribuam seus sucessos a ele.
Além das oportunidades de associação, o PMI administra e coordena um programa de credenciamento mundialmente reconhecido, que promove o desenvolvimento da profissão e da carreira. Embora existam atualmente três designações diferentes de PMI disponíveis, o Profissional de gerenciamento de projetos (PMP), que foi iniciado em 1984, é o mais conhecido.
Existem atualmente mais de 240.000 portadores da credencial de PMP certificados em todo o mundo. A designação PMP é universalmente reconhecida e aceita porque significa experiência, realização educacional e conhecimento profissional – as verdadeiras bases para uma prática competente como gerente de projetos.
Ao se filiar ao PMI, os gerentes de projetos se associam a uma organização comprometida com a excelência. Os associados são convidados a se filiarem a um capítulo na região geográfica mais próxima, um dos 248 disponíveis em todo o mundo. A associação ao capítulo possibilita o contato com uma rede local de especialização e oportunidades para interação com a presença física dos pares de diversos setores. Existem também 30 grupos de interesse específico (SIGs), que atuam como fóruns para as pessoas ou organizações que compartilham interesses comuns, setor ou foco do projeto. Existem, ainda, dois colegiados que se concentram em disciplinas específicas: gerenciamento de desempenho e elaboração de cronogramas.
Para conveniência de seus associados internacionais, o PMI possui dois centros de serviços regionais fora dos Estados Unidos. Os associados na Europa, Oriente Médio e África (EMEA) têm um escritório em Bruxelas, Bélgica, enquanto o escritório de Cingapura presta assistência aos associados na Ásia (Pacífico). Os escritórios de representação do PMI na China (em Beijing) e nos EUA (em Washington) permitem que o Instituto amplie o escopo e o impacto de seu alcance e educação.

## Certificações Oferecidas
- Certificação CAPM – Técnico Certificado em Gerenciamento de Projetos É aquele que demonstrou uma base comum de conhecimentos e termos no campo de gerenciamento de projetos. São necessárias 1.500 horas de trabalho em uma equipe de projeto ou 23 horas de educação formal em gerenciamento de projetos para obter essa certificação, além de um exame de 150 perguntas .
- Certificação PMP – Profissional de Gerenciamento de Projetos (PMP).  É aquele que tem experimentado uma educação específica e requisitos de experiência e concordou em aderir a um código de conduta profissiona. São necessárias 4.500 horas de trabalho em uma equipe de projeto e um teste de conhecimento de 200 perguntas. Além disso, um PMP deve atender aos requisitos de certificação contínua, caso contrário, ele perde a certificação.
- Certificação PgMP – Profissional de Gerenciamento de Programas. Requer 4 anos de experiência de trabalho em equipes de projeto, 4 anos de experiência em programas e um processo de revisão formal do painel PgMP antes do teste de conhecimento. O candidato também concordou em respeitar o código de ética e conduta profissional do PMI.
- Certificação PfMP® - Profissional de Gerenciamento de Portfolio fazer PMI
- Certificação PMI-PBA® - Profissional em Análise de Negócios do PMI
- Certificação PMI-SP – Profissional em Gerenciamento de Cronograma do PMI
- Certificação PMI-RMP – Profissional em Gerenciamento de Riscos do PMI
- Certificação PMI-ACP – Profissional Certificado em Métodos Ágeis do PMI[1]

## Certificação PMP
A Certificação Project Management Professional (PMP - Profissional de Gerência de Projetos , em português) é um documento emitido pelo Project Management Institute (PMI) que atesta profundos conhecimentos nas boas práticas de gerenciamento de projetos, responsabilidade social e ética, baseados na norma PMI-ANSI denominada PMBOK.
É a mais reconhecida pelo mercado entre as oferecidas pelo programa de Certificações Profissionais do Instituto e também a de maior destaque mundial no que tange à Gerência de Projetos, sendo a primeira organização a ter o seu programa de Certificação homologado pelo ISO em 1999.
O seu objetivo é dar reconhecimento público de que o profissional certificado tem excelentes conhecimentos e grande experiência na Gerência de Projetos na forma preconizada pelo PMI no Guia PMBOK.
Para obtê-la é necessário ao profissional, além de ser aprovado em um difícil exame de certificação PMP que inclui 200 perguntas de múltipla escolha, comprovar um mínimo de 4.500 horas de experiência em gestão de projetos, aderir ao Código de Conduta Profissional (Code of Professional Conduct) e cumprir uma série de requisitos quanto à educação formal em Gerência de Projetos.